# Éditions du Chêne
Éditions du Chêne este o editură franceză, înființată în anul 1941 de Maurice Girodias.

## Istoric
În 1951 casa editorială a devenit o filială a grupului Hachette și, în 1971, conducerea acesteia a fost preluată de Georges Herscher, care a lărgit linia editorială. Éditions du Chêne s-a orientat spre publicarea de cărți dedicate fotografiei, arhitecturii, cinematografiei și picturii.
În 1986, David Campbell preia conducerea Éditions du Chêne, direcționează editura către domeniul artei de a trăi (decorațiuni, gastronomie, grădinărit...) și publică, printre altele, Les Carnets de cuisine de Monet, vândut în peste 600 000 de exemplare și tradus în zeci de limbi străine.
În 1996, Éditions du Chêne a cumpărat marca editiorială E/P/A și și-a completat astfel catalogul cu cărți dedicate automobilismului, sportului, vinurilor, decorațiunilor interioare și cărților pentru adulți gen Playboy.
Începând din 2007 Éditions du Chêne este condusă de Fabienne Kriegel, iar linia editorială rămâne puternic orientată către cartea ilustrată.